# Caudron G.IV
Die Caudron G.IV war ein französisches Militärflugzeug im Ersten Weltkrieg.

## Entwicklung
Der zweimotorige Anderthalbdecker Caudron G.IV ging auf die einmotorige G.III zurück. Beobachter und Pilot saßen hintereinander im offenen Cockpit einer kurzen Rumpfgondel, während die beiden Motoren jeweils rechts und links in eigenen Gondeln aufgehängt waren. Am Leitwerk waren vierfache Seitenruder montiert, das Fahrwerk bestand aus zwei Kufen, an denen je zwei Radpaaren angebracht waren.

## Einsatz
Die Caudron G.IV erreichten ab Spätherbst 1915 die Front und waren schließlich bei 38 Staffeln der französischen Aéronautique Militaire im Einsatz. Der Antrieb durch zwei zuverlässige Motoren, die für gute Steigleistungen und Reichweite sorgten, hatte bei den Piloten einen guten Ruf. Zudem die freie Gondel verbesserte die Sicht für den Beobachter nach vorn. Allerdings verfügte der Beobachter wegen der großen Motorgondeln rechts und links für sein MG nur über begrenztes Schussfeld nach vorn; mit einem zweiten über den Flügel nach hinten wirkenden MG konnte er sich gegen Verfolger verteidigen. Diese umständliche Handhabung begrenzte die Fähigkeit zum Luftkampf, weshalb sich die Bomber vorzugsweise in eng geschlossener Formation gegenseitig sicherten.
Trotz nur geringer Bombentraglast wurden die G.IV insbesondere bei weitreichenden Bombereinsätzen (u. a. gegen die deutschen Zeppelin-Hallen in Belgien oder Industrieziele am Rhein) eingesetzt.
Neben der zweisitzigen Bomberversion G.IVB.2 wurde die Caudron auch in der Ausführung G.IVA.2 als Aufklärer eingesetzt; eine gepanzerte Version G.4IB („Blindage“ = Panzerung) diente als Schlachtflugzeug zur direkten Luftunterstützung der Bodentruppen.
1916 wurden die G.IV bei der Aéronautique Militaire allmählich durch die verbesserte Caudron G.VI ersetzt. Steigende Verluste zwangen zum Einsatz als Nachtbomber, und schließlich wurden verbliebene Flugzeuge in Schulflugzeuge der Version G.IVE.2 (E = „Enseignement“) mit Doppelsteuer umgebaut.
Neben der französischen Armee führten auch die britische Marinefliegertruppe (R.N.A.S.) und das italienische Fliegerkorps die G.IV ein, letzteres ließ bei dem italienischen Lizenznehmer A.E.R. 51 Flugzeuge herstellen, erstere bezog bei der British Caudron Company kurzfristig zwölf Flugzeuge, bis sie diese durch schwere Handley-Page-O/100-Bomber ersetzen konnte. Weitere Caudron G.IV gingen an das Rumänische Fliegerkorps, die belgische Militärluftfahrt, die kaiserlich-russische Luftflotte, die Luftstreitkräfte Finnlands, den United States Army Air Service, den portugiesischen Serviço Aeronáutico Militar sowie die Luftstreitkräfte Venezuelas und Kolumbiens.

## Technische Daten
| Kenngröße             | Daten                                                   |
| --------------------- | ------------------------------------------------------- |
| Besatzung             | 2                                                       |
| Länge                 | 7,20 m                                                  |
| Spannweite            | 17,20 m                                                 |
| Höhe                  | 2,60 m                                                  |
| Flügelfläche          | 38,00 m²                                                |
| Leermasse             | 760 kg                                                  |
| Startmasse            | 1330 kg                                                 |
| Standardtriebwerk     | zwei luftgekühlte Umlaufmotoren Gnôme-Rhône oder Anzani |
| Startleistung         | 2 × 80 PS/100 PS                                        |
| Höchstgeschwindigkeit | 132 km/h in NN                                          |
| Gipfelhöhe            | 4300 m                                                  |
| Flugdauer             | 3:30 h                                                  |
| Bewaffnung            | 1–2 MG 7,7 mm, ca. 100 kg Bomben                        |

## Bilder

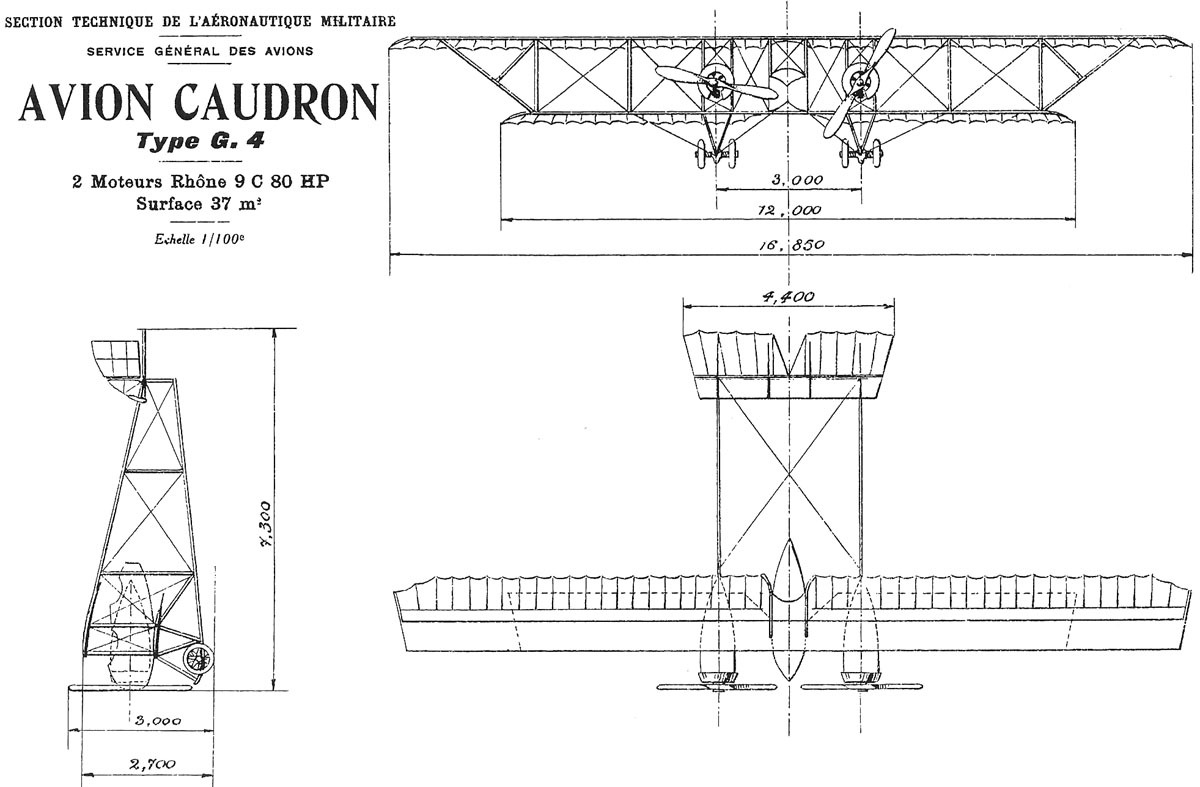
Risszeichnung der Caudron G.IV
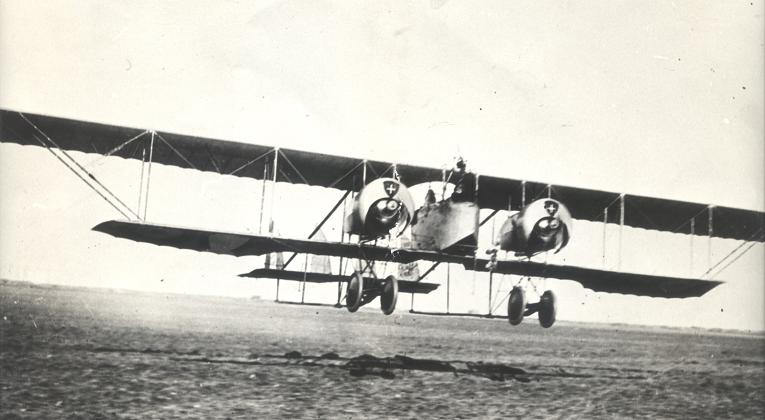
Aufklärer G.IVA.2
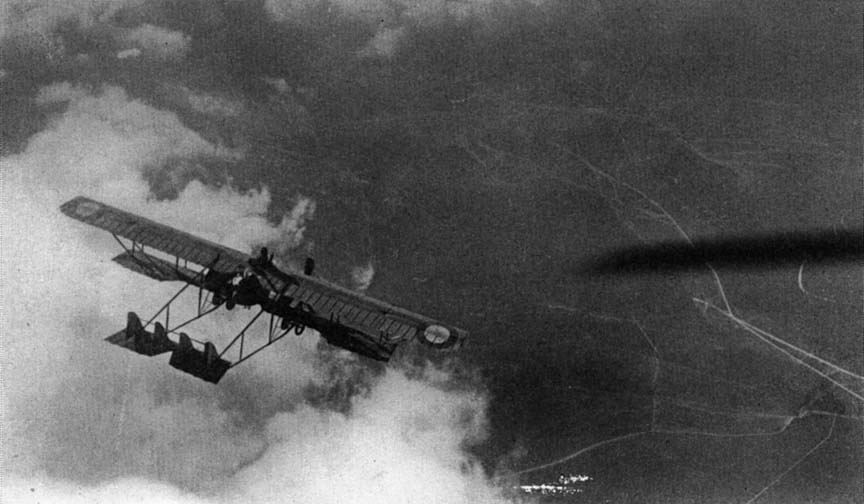
G.IVA.2 beim Aufklärungsflug
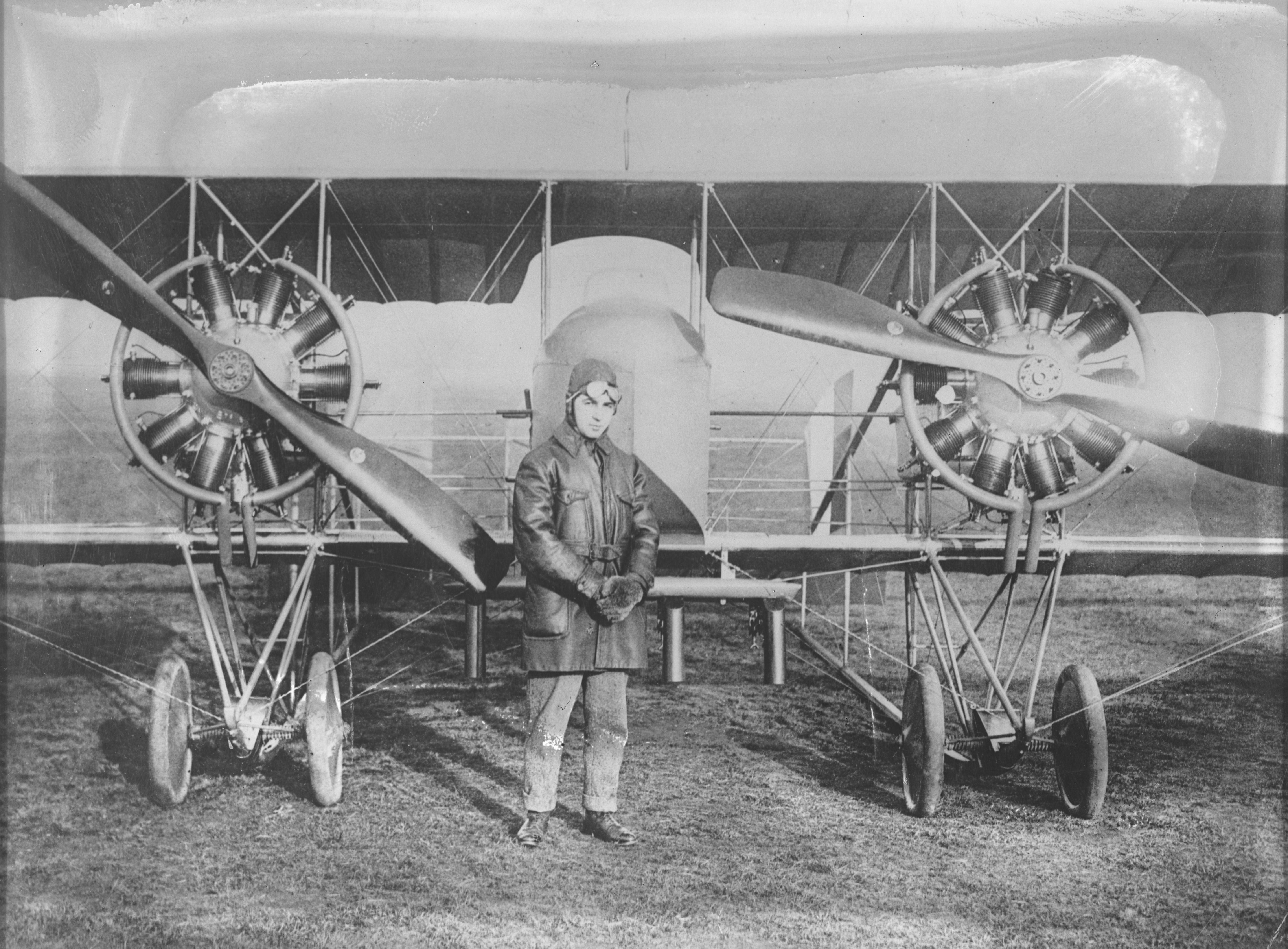
Flugschüler vor seiner G.IVE.2
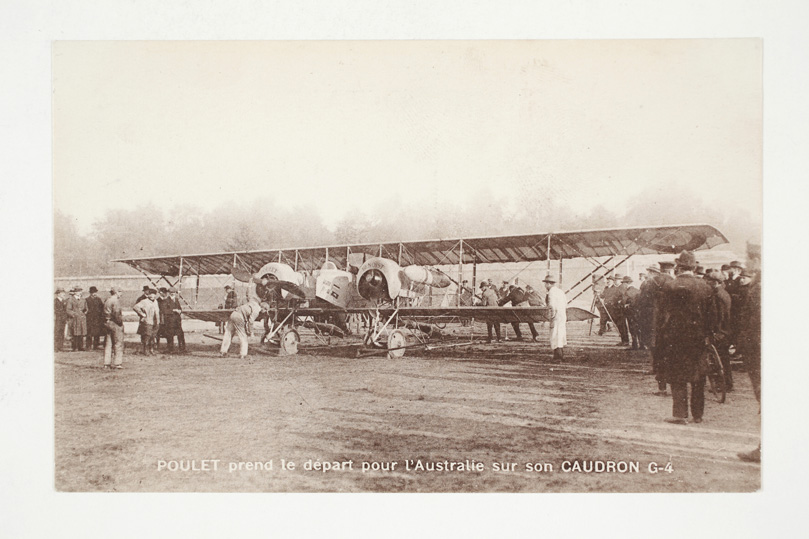
Vorbereitung zum Langstreckenflug
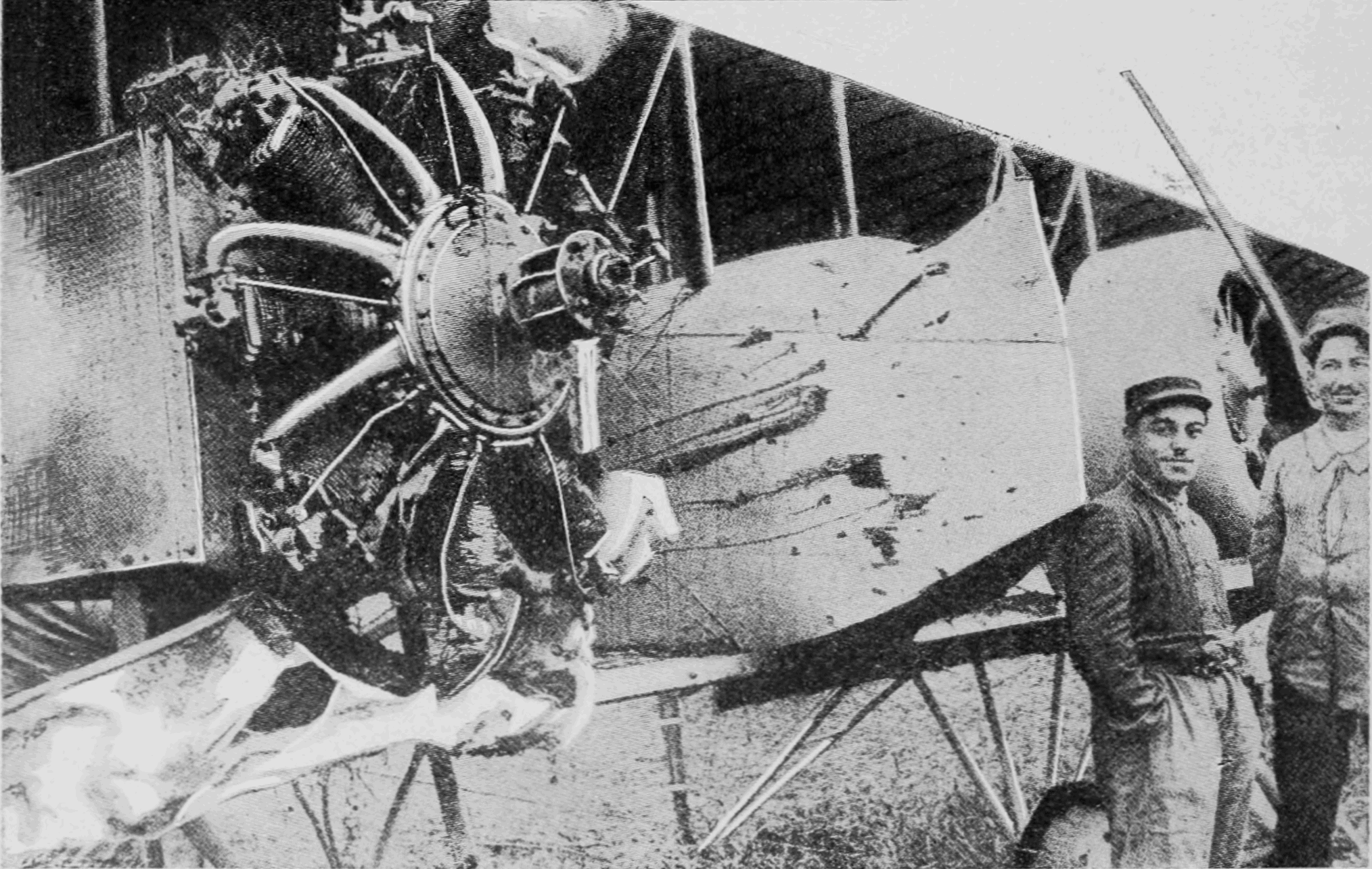
Trotz Flaktreffer im Motor hat es diese G.IV zurück zu den französischen Linien geschafft
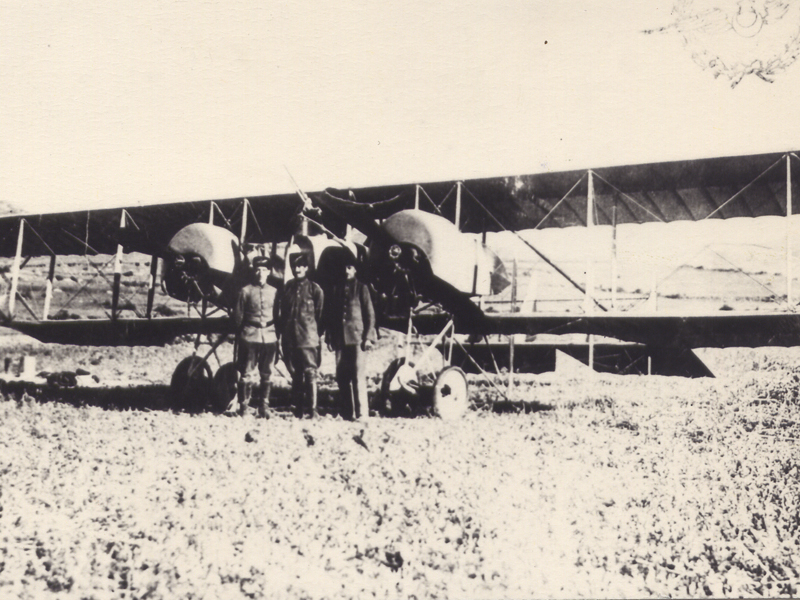
Beuteflugzeug der türkischen Fliegertruppe
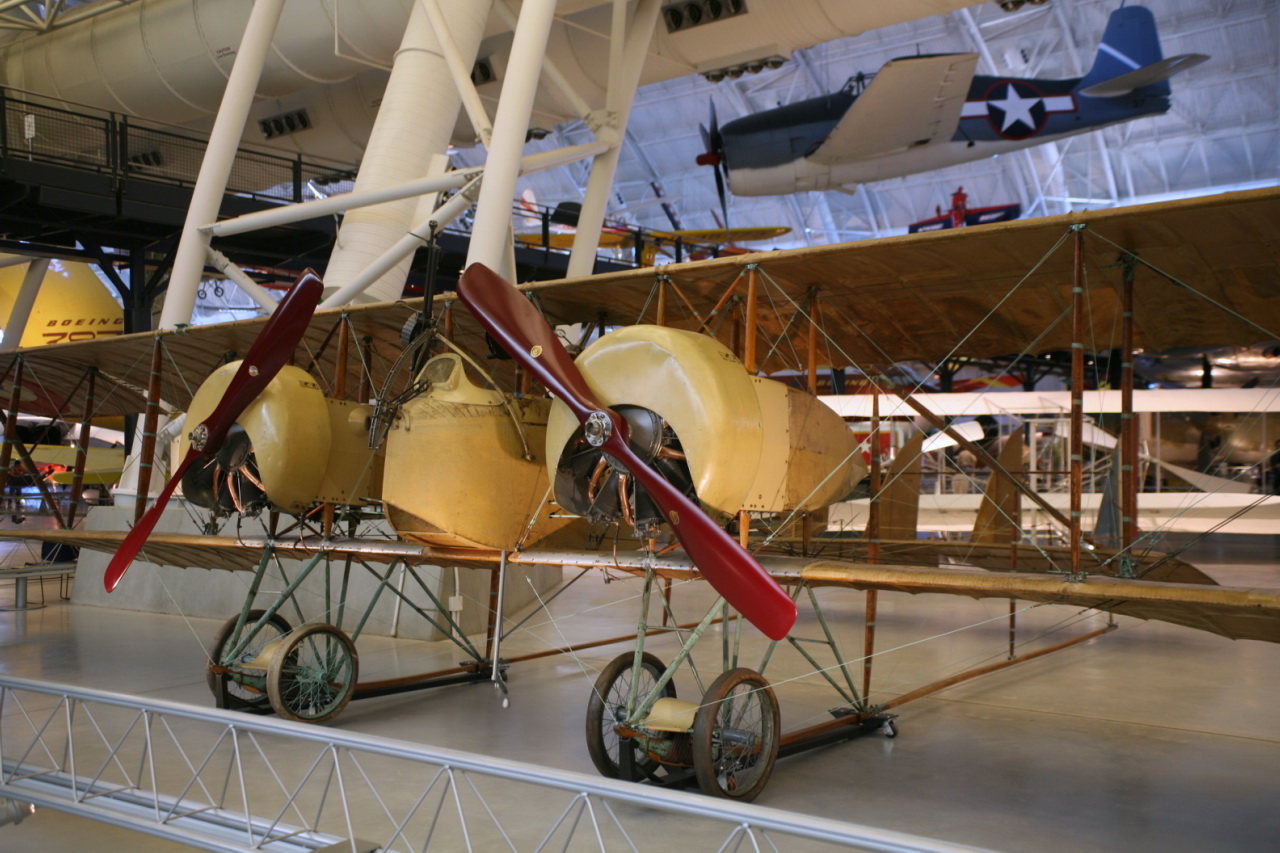
Von A.E.R. gebaute Caudron G.IV im Steven F. Udvar-Hazy Center, Museum am Washingtoner Flughafen
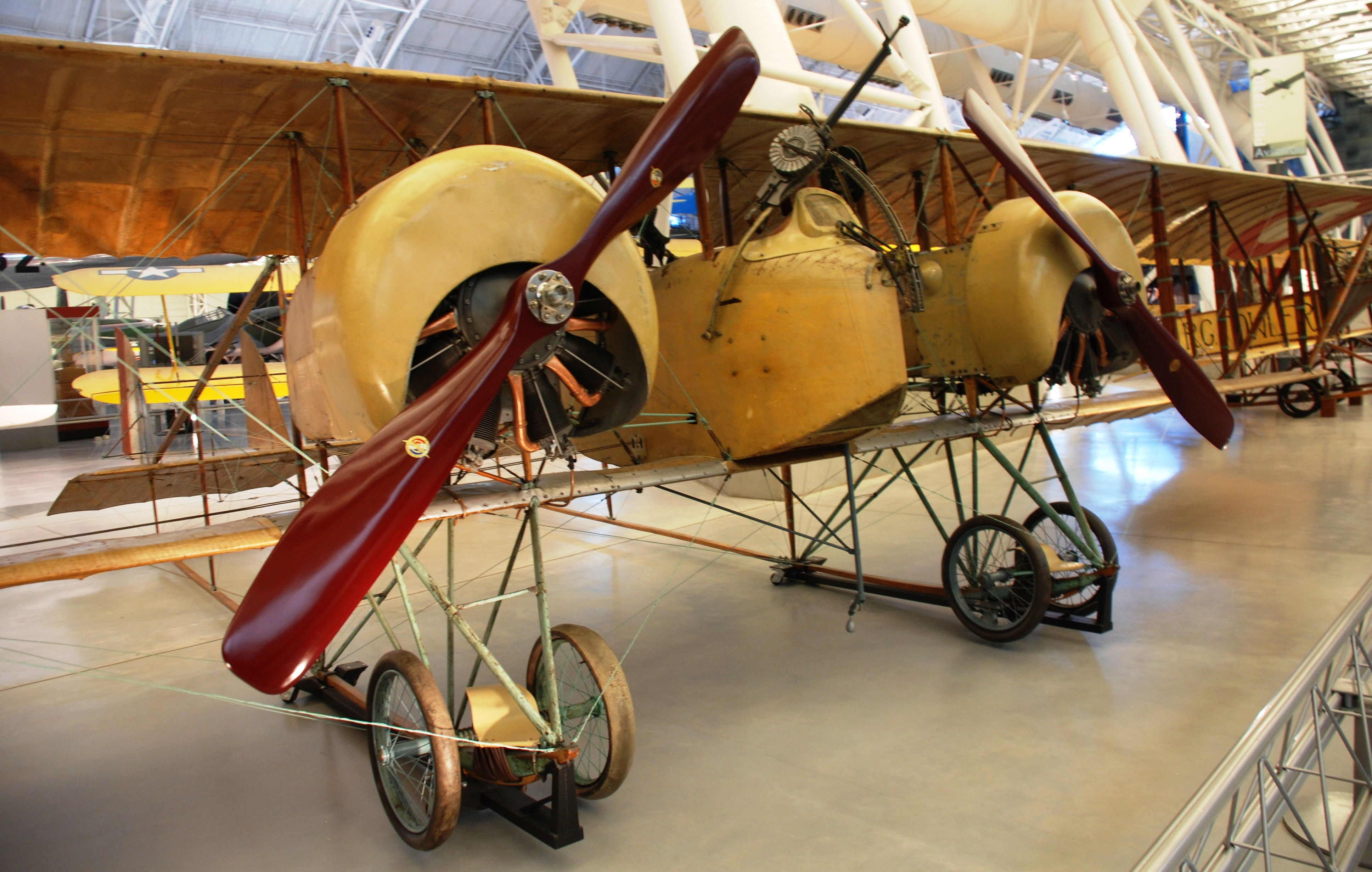
Beobachterkanzel mit Lewis-MG
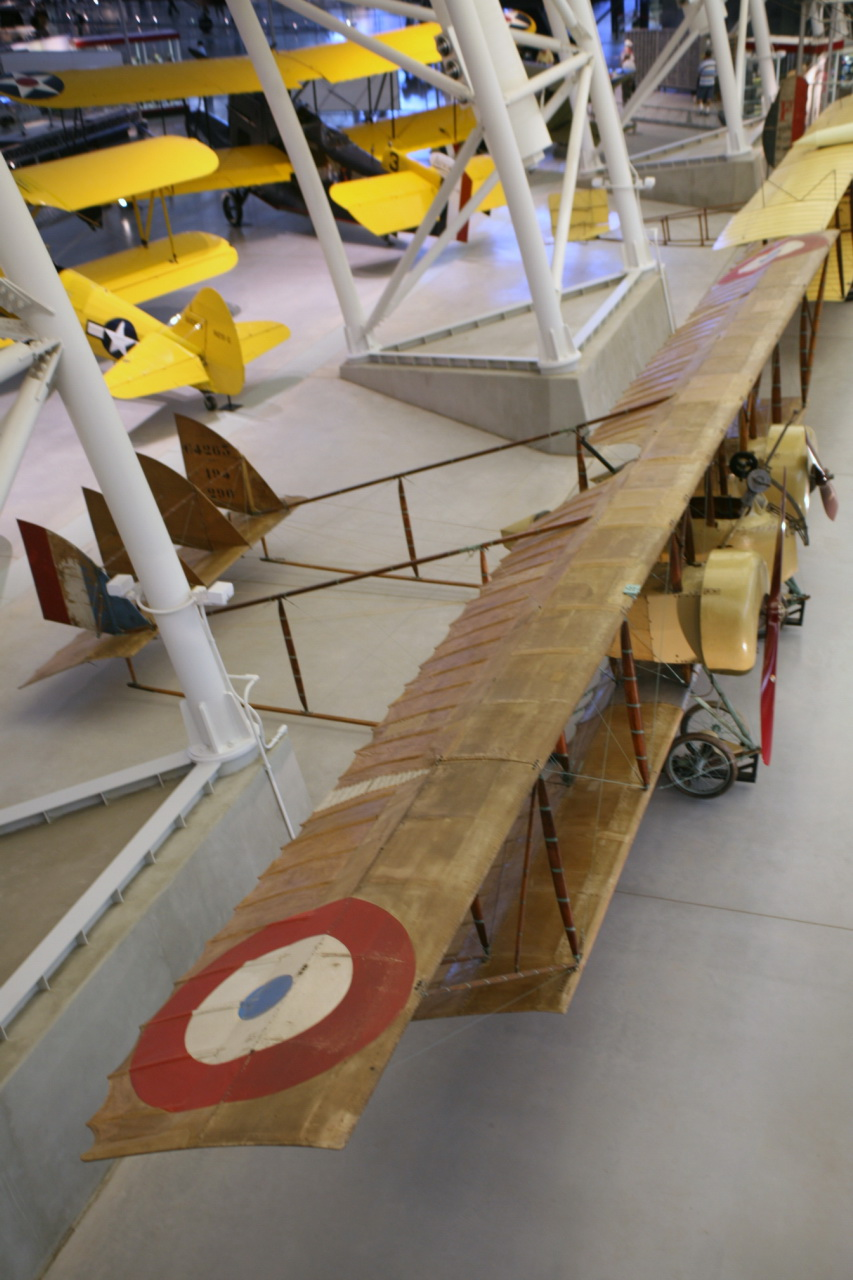
Hier wird die im Verhältnis zum Rumpf enorme Flügelspannweite der G.IV deutlich
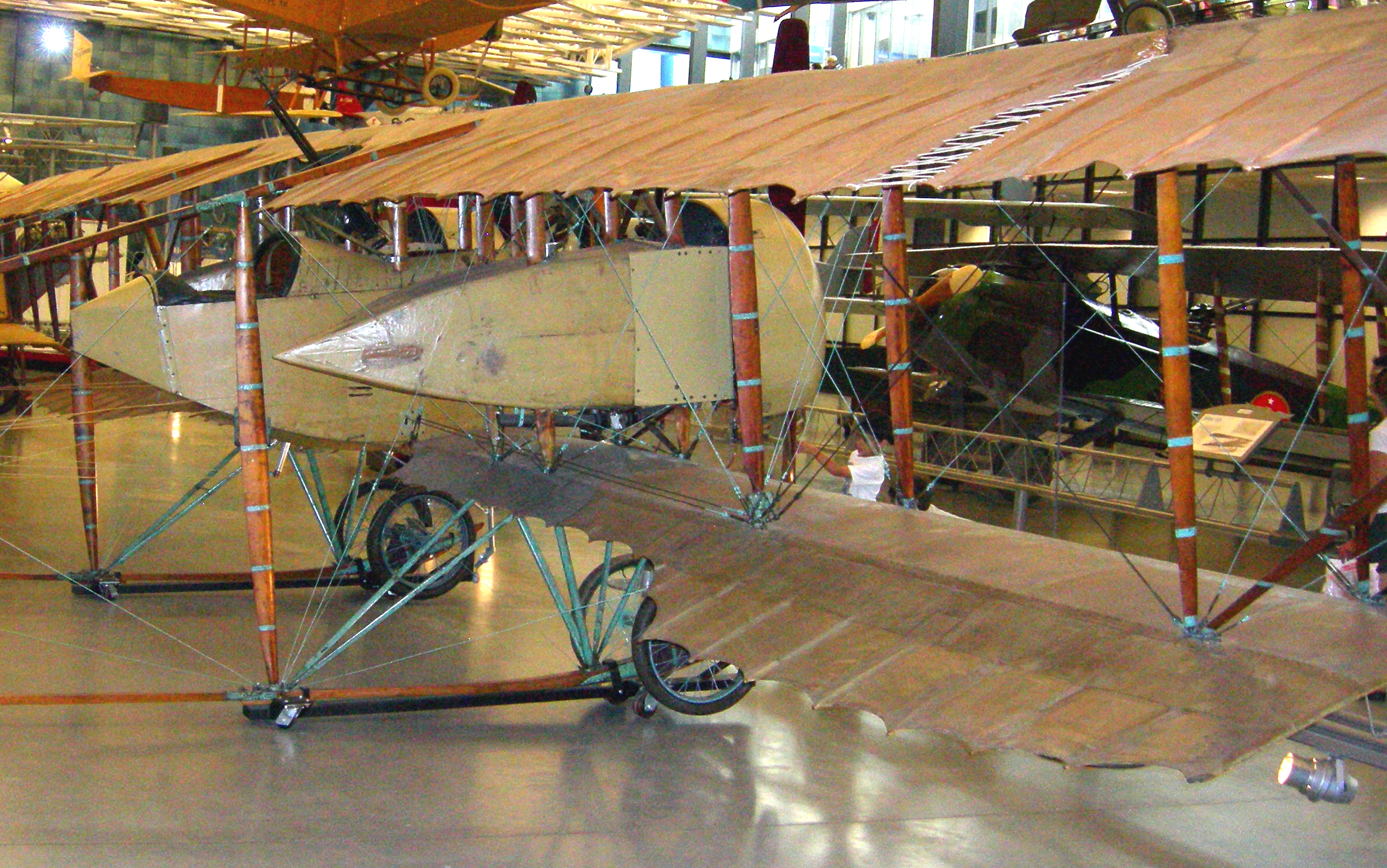
Blick auf Tragflächen und Verstrebung